# 汤姆·埃里克·奥克斯霍尔姆
汤姆·埃里克·奥克斯霍尔姆（挪威語：Tom Erik Oxholm，1959年2月22日—），挪威男子速度滑冰运动员。他曾代表挪威参加1980年冬季奥林匹克运动会速度滑冰比赛，获得二枚铜牌。